# 平塘苗语
平塘苗语的名称来自平塘县，属于苗语。

## 分布
平塘苗语4种变体在王辅世（1983）中列为苗语川黔滇次方言(西部苗语)下未分类方言。:1–22李云兵(2000)将其归为西部苗语的8个次方言之一，这在吴正彪和杨光应(2010)的分类中保留。

## 方言
据李云兵(2000)，平塘苗语4种变体如下：
- 北部土语(平塘)，1.1万
- 东部土语(独山)，4千
- 南部土语(罗甸–Pingyan)，6千
- 西部土语(望谟–罗甸)，3千